# Краснокутські
Краснокутські — два козацько-старшинські, згодом — дворянські роди, ймовірно, різного походження.
Відомішим є рід, що був започаткований шляхтичем Київського воєводства Василем Еліта-Вільчківським (ІІ половина XVII ст.). Його син — Федір Васильович — оселився в Гетьманщині 1718 р. і почав писатися Краснокутським. Онук Федора — Григорій Іванович (1751—1813) — статський радник (1797 р.), київський губернський прокурор протягом 1791—1792 рр. Старший син Григорія Івановича — Олександр Григорович (1781—1841) — учасник Війни 1812 року, генерал-майор (1819); інший син — Семен Григорович (1787/88-1840) — дійсний статський радник, обер-прокурор Правительствуючого Сенату (1825 р.), декабрист; онук — Микола Олександрович (1819—1891) — наказний отаман Всевеликого Війська Донського протягом 1874—1878, генерал від кавалерії (1878 р.).
Другий рід започаткував Єрофій Краснокутський (І половина XVIII ст.) — бунчуковий товариш Полтавського полку.
Роди внесено до другої та третьої частин Родовідних книг Харківської та Полтавської губерній.